# Tomopleura subtilinea
Tomopleura subtilinea é uma espécie de gastrópode do gênero Tomopleura, pertencente a família Borsoniidae.